# Магелан (космически апарат)
Магелан е космически апарат, изпратен по програма на НАСА към Венера с цел изследване на планетата. Изстрелян е през 1989 г., влиза в орбита около Венера през 1990 г. и изгаря в атмосферата ѝ през 1994 г.
Апаратът носи името на португалския изследовател от епохата на Великите географски открития на 16 век Фернандо Магелан. Магелан е първият космически апарат, изстрелян с помощта на космическата совалка – совалката Атлантис. Той е приведен в ниска земна орбита, откъдето неговата инерционна горна степен се задейства и го привежда в околослънчева орбита. След около 1,5 обиколки около Слънцето Магелан навлиза в орбита около Венера на 10 август 1990 г. През 1994 г. апаратът е спуснат по план в атмосферата на Венера и за някои части от него се предполага, че са достигнали до повърхността ѝ.

## Общи данни
Първоначалната орбита на Магелан е силно елиптична полярна орбита, с периситерий от 294 km и апоситерий от 8543 km и орбитален период от 3 часа и 15 мин.
По време на периситерия бордният радар изследва топологията на ивица от повърхността с ширина от 17 до 28 km. След това данните са предадени към Земята. Венера се завърта около оста си с период от 243 дни, като това позволява на апарата до края на мисията си да изследва повече от 98% от повърхността.
До края на първото описване на повърхността на планетата между септември 1990 и май 1991 г. Магелан успява да заснеме 84%. Впоследствие са осъществени още два цикъла от май 1991 г. до септември 1992 г., увеличавайки общия процент на 98. Последвалите цикли имат за цел установяване на различия на терена на планетата спрямо предишни изследвания, както и създаване на триизмерни модели на повърхността, използвайки принципа на стереозрението.
По време на осмия орбитален цикъл от септември 1992 до май 1993 г. е измерено гравитационното поле на планетата. Магелан предава сигнал с фиксирана честота към Земята. При преминаване на апарата над област с по-силно от средното гравитационно поле той се ускорява. Аналогично, след преминаване на област с ниска гравитация апаратът се забавя. В двата случая, причиненият доплеров ефект може да бъде измерен с достатъчна точност от наземните станции, за да бъде създадена подробна карта на гравитацията на Венера.
Към края на четвъртия орбитален цикъл през май 1993 г. наземният контрол привежда апарата на по-ниска орбита, използвайки неизпробвания дотогава метод на атмосферно триене. При всяко завъртане около планетата при периселен апаратът навлиза в най-горните слоеве на атмосферата ѝ, губейки част от орбиталната си скорост. Между 25 май и 3 август 1993 г. орбитата на апарата има периселен от 180 и апоселен от 541 km. Орбиталният период е намален до 94 min. Новата орбита позволява по-точно установяване на гравитацията в полярните области на планетата.
След края на петия орбитален цикъл през април 1994 г. Магелан започва шестия и последен цикъл, събирайки данни за гравитацията на планетата, както и провеждайки радарни наблюдения. До привършване на мисията апаратът събира данни за гравитацията на 95% от повърхността.
През септември 1994 г., орбитата на Магелан е занижена още веднъж с цел провеждане на така наречения експеримент „вятърна мелница“. По време на експеримента слънчевите панели на апарата са приведени в конфигурация, подобна на крилете на вятърна мелница. Орбитата на апарата преминава през връхните слоеве на атмосферата на Венера, като газовете се стремят да завъртят крилете на „мелницата“. Чрез измерване на въртящия момент, необходим на бордните двигатели, за да противостоят на завъртането на апарата, са изследвани характеристиките на молекулите в атмосферата на планетата, като са получени важни данни за построяване на следващото поколение космически апарати.
На 11 октомври 1994 г. орбитата на Магелан е занижена за последен път и на следващия ден връзката с апарата е загубена. Счита се, че след още един ден апаратът частично е изгорял в гъстата атмосфера, като някои части може би са достигнали до повърхността.

## Устройство
Апаратът е изграден частично от резервни прибори на предишни мисии на НАСА.
Дължината на основния модул е 4,6 m и още 3,7 m на главната антена. Заедно с инерционната си горна степен, заредена с гориво, апаратът тежи 3460 килограма.
Главната антена е използвана за комуникация и радарно сканиране на повърхността на Венера и е резервна част останала от мисиите Вояджър. Част от компютърната, двигателната система и електроразпределителната системи са резервни части от мисията Галилео. Резервната антена е била първоначално предназначена за Маринър 9.
Основният доставчик на мисията е Мартин Мариета, а Хюгс доставя радарната система. По неофициална информация се счита че апарата е базиран на шпионския спътник Лакрос, тъй като е произведен от същия доставчик в същия завод.
Магелан се захранва от два квадратни слънчеви панели с размери 2,5 на 2,5 метра, които произвеждат 1200 вата електроенергия в орбита около Венера. Към края на мисията поради намаляване на капацитета им се налага внимателно разпределение на енергията към отделните инструменти.
Поради гъстата непрозрачна атмосфера на Венера директно наблюдение на повърхността не е възможно и поради това бордният микровълнов радар излъчва микровълнова радиация, която се отразява от повърхността и бива регистрирана от бордните инструменти. Атмосферата на Венера е сравнително прозрачна в микровълновия обхват.
Антената на апарата излъчва милиони импулси микровълнова радиация в секунда, като излъчването не е директно к ъм повърхността, а под малък ъгъл. Използвана е технологията на синтетичната апертура, с помощта на която могат да се получат изображения с по-висока разделителна способност, отколкото позволяват директните наблюдения.
Тази технология е използвана за първи път от океанографският сателит Сийсат на НАСА през 1978 г., като впоследствие е усъвършенствана по време на мисиите на космическата совалка през 1981, 1984 и 1994 г. Апаратът Касини-Хюйгенс също използва радар със синтетична апертура за наблюдаване на релефа на Титан.
Освен заснемане на повърхността, радарната система е използвана и за получаване на данни за релефа на планетата, като радарните импулси са изпращани вертикално надолу и се измерва времето, необходимо за тяхното отражение от повърхността и достигането им обратно до апарата.

## Резултати от мисията
След изследването, проведено от сондата, са установени множество факти за ролята на вулканизма и тектониката на планетата, както и взаимодействието ѝ с космически тела като метеорити. Повърхността на Венера е покрита предимно с вулканични материали като обширни равнини, сводове от изстинала лава и щитовидни вулкани. Налични са малко на брой кратери, издаващи младата в геологичен план повърхност на планетата – под 800 милиона години. Наличието на дълги 6000 km и повече канали, по които в миналото е текла лава, сочи, че тя е била с малък вискозитет и вероятно е изригвала интензивно.
На Венера обаче липсват типичните за Земята черти на активна тектоника като например континентален дрифт. Тектониката на планетата се определя от обширна система от разломи и множество вулканични корони, образувани вследствие на издигане или потъване на магма в мантията.
Въпреки гъстата атмосфера на планетата, повърхността не издава наличие на значителна ерозия под въздействието на ветрове. В това отношение Венера се отличава значително от Марс, където тънката атмосфера причинява значителна повърхностна ерозия и пренос на пясък и прах.